# Het bewijs
Het bewijs (oorspronkelijke titel: La preuve) is de tweede roman van Ágota Kristóf, een uit Hongarije afkomstige Franstalige Zwitserse schrijfster. Het boek verscheen in 1988. Ook Het bewijs is vertaald in een groot aantal talen. In de roman heeft ze autobiografische gegevens verwerkt. De roman bestaat uit 8 hoofdstukken. De hoofdstukken hebben alleen een nummer, maar geen titel. Het laatste hoofdstuk heeft geen nummer of titel, maar wel de aanduiding: "Proces verbaal". De hoofdstukken hebben een grotere omvang dan in het eerste boek, en per hoofdstuk zijn er meer episoden.

## Beschrijving
De naoorlogse periode wordt grotendeels beschreven vanuit het standpunt van de hoofdpersoon Lucas, wiens broer vertrokken zou zijn over de grens. De roman wordt wel beschouwd als het tweede deel van de zogenoemde Tweelingentrilogie. Het thema is: "Hoe zou het zijn geweest, als ik een gezinsleven zou hebben gehad?". De volgende subthema's zijn te herkennen: Hoe zou het zijn geweest, als ik vrouw en kind zou hebben gehad, als ik opgegroeid zou zijn met een vader, als ik een boekhandel zou hebben gehad, als mijn zuster bij mij zou hebben gewoond.
In de eerste zes hoofdstukken is er een verborgen (niet-gedramatiseerde) onbetrouwbare verteller: het gaat om een figurale vertelling (heterodiëgetisch en niet-gedramatiseerd) met meestal interne focalisatie en met een onbepaalde, algemene addressee. Hoofdpersoon en focalisator is Lucas. Omdat Lucas het verhaal opschrijft en steeds weer bijwerkt, is Lucas volgens het verhaal de bron van de tekst. Lucas is ook degen die het heeft geschreven voor zijn tweelingbroer Claus. Al in het eerste hoofdstuk blijkt dat de tweeling van het eerste boek niet heeft bestaan. De grenswachten kennen Lucas al zeer lang en goed. Lucas heeft lang alleen gewoond en voor het huis en de tuin gezorgd, maar de grenswachten maken geen melding van een eventuele tweelingbroer. Ingebed is de vertelling van Victor, de eigenaar van de boekhandel. Het is een ik-vertelling door Victor. Het ingebedde levensverhaal is echter volgens de vertelling herschreven door Lucas. In het voorlaatste hoofdstuk is de hoofdpersoon Lucas verdwenen na de verdwijning van Yasmine en de zelfmoord van Mathias en komt Claus, de hoofdpersoon van het volgende boek, om bewijs voor het bestaan van zijn broer te zoeken. Het laatste hoofdstukje is de weergave van een proces-verbaal door een onpersoonlijke politiefunctionaris; de aangesprokene is personeel van een ambassade. Hier worden door een 'objectieve' instantie de voorgaande verhalen duidelijk op losse schroeven gesteld.

### Personages
De volgende personages komen wat vaker voor:
- Ik (hoofdpersoon in het laatste stukje)
- Lucas (hoofdpersoon vanaf het begin)

- het blonde en verlamde jongetje
- mevrouw B., boekhandelaarster
- Claus T., broer van Lucas
- de buitenlandse soldaten, de bevrijders
- Clara, bibliothecaresse, weduwe van Thomas, vrouw van Peter N.
- de dokter
- het gemeentelijk gezag
- grootmoeder, Maria Z.
- grootvader, V.
- Joseph, de groentekweker
- de andere kinderen
- Mathias, het kind van Yasmine
- Michael, de slapeloze
- moeder
- de pastoor
- Peter N, partijsecretaris
- Sophie, zuster van Victor
- Thomas, eerste man van Clara
- vader
- vader van Yasmine
- Victor, boekhandelaar, het alter ego van Lucas
- Yasmine, moeder van Mathias
- het zusje

## Het verhaal

### Lucas' verhaal
De grenssoldaten komen bij Lucas, die zij goed kennen, voor identificatie van de gesneuvelde vluchteling bij de grens. Lucas zegt dat de gesneuvelde uit de gevangenis komt want de nagels zijn uitgetrokken en zegt de man niet te kennen. De grenssoldaten zeggen dat de vluchteling niet gemarteld kan zijn in de gevangenis.
De groentekweker Joseph helpt Lucas zijn leven weer op orde te brengen. Lucas maakt een mand met eten en drinken klaar en brengt deze naar de pastoor, die hem ervoor wil betalen. Lucas verontschuldigt zich bij de pastoor dat hij zo lang vergeten is te komen, niet vanwege het geld maar als door een ziekte omdat hij niet weet hoe hij verder moet leven.
Lucas heeft geen pas of identiteitspapieren. Lucas is 15 jaar en is, sinds hij zes jaar geleden door zijn moeder is gebracht, de stad niet meer uit geweest. De boekhandelaar Victor raadt Lucas aan met partijsecretaris Peter N. te spreken over zijn pas en identiteitskaart. Lucas vraagt bij gemeentezaken een identiteitskaart aan omdat hij er nog nooit één heeft gehad. Lucas heeft geen scholierenkaart omdat hij nooit op school is geweest vanwege een psychisch trauma. Peter N. helpt Lucas aan identiteitskaart met als officiële beoordeling 'chronische psychische instabiliteit'.
Lucas ziet op oudejaarsavond Yasmine op de brug staan met haar baby Mathias, die ze had willen verdrinken. Lucas vraagt of hij het dan moet doen. Lucas haalt Yasmine over te blijven en een nieuw leven te beginnen, ze moet zich niets aan trekken van de roddel in de stad. Yasmine zegt de (incestueuze) relatie met haar vader is begonnen toen ze 12 was (1946), en dat ze niet verkracht is door haar vader, maar dat ze het zelf wilde. Lucas is 17 jaar, Yasmine wordt binnenkort 19 jaar. Lucas helpt bij de opvoeding van Mathias en beschouwt deze als zijn zoon. Lucas gaat met Mathias naar het ziekenhuis naar de dokter voor onderzoek omdat Mathias mank loopt en niet goed groeit.
De bibliothecaresse Clara moet de boeken sorteren en de boeken verwijderen, die op de 'index' staan. Clara is in één nacht grijs geworden in de nacht dat ze haar man Thomas hebben opgehangen wegens hoogverraad. Lucas vertelt Clara dat hij de smart van scheiding kent: niet van zijn moeder maar van zijn broer Claus met wie hij één onscheidbaar geheel vormde. Clara zegt dat Lucas niet meer hoeft de komen: ze krijgt bezoek van een getrouwde man. Lucas gaat 's nachts gewapend naar het huis van Clara en overvalt en bedreigt daar de bezoeker: de dokter. Clara heeft een officiële brief ontvangen, waarin staat dat Thomas is gerehabiliteerd, omdat hij onschuldig was. Clara verdwijnt. Clara is waarschijnlijk omgekomen in de hoofdstad, ze is "gestorven aan Thomas".
Mathias is bang dat Lucas en Yasmine hem verlaten als zij niet meer van hem houden. Lucas zegt Mathias dat Yasmine is weggegaan naar de grote stad. Lucas heeft haar daarvoor geld gegeven.
Lucas maakt aantekeningen in de schriften maar haalt er ook veel weer uit. Hij houdt alleen wat noodzakelijk is. Lucas wil de schriften voor Claus bewaren maar Lucas correspondeert niet met Claus omdat de scheiding volledig moet zijn.
Lucas bezoekt Victor om over de koop van zijn huis te praten. Victor vertelt: "De persoon van wie ik het meest hield op de wereld was mijn zuster, ik was door haar grootgebracht. Het enige wat mij nog interesseert is naar de Slapeloze te kijken, ook al houd ik het allermeest van mijn zuster. Ik lijd aan een aderaandoening door het roken, maar gebrek aan wilskracht kan ik niet stoppen met roken. Mijn zuster geloofde in mijn jeugddroom van het schrijven van een boek. Mijn enige hoop om nog één boek te schrijven is bij mijn zuster gaan wonen, die mij van de drank en het roken af zal houden."
De vrouw van de slapeloze is drie jaar na het einde van de oorlog doodgeschoten, omdat ze drie textielfabrieken had geërfd en haar nationaliteit had gehouden.
Mathias wordt door de andere kinderen mishandeld, die hem uitschelden en jaloers zijn omdat hij intelligenter is. Lucas zegt dat als het Mathias allemaal te moeilijk wordt en hij kan er niet over praten, hij het moet opschrijven. Mathias schrijft alles op in zijn schrift en verbiedt Lucas er in te lezen.
Victor is begonnen met zijn boek te schrijven, drinkend en rokend, naast het lijk van zijn zuster. Victor heeft zijn zuster van kindsbeen af gehaat. Zijn zuster doet niets anders dan hem bewaken en voorschrijven wat te doen en lastigvallen. Victor, die zijn zuster heeft gewurgd, is nu in een psychiatrische inrichting opgenomen. Lucas neemt Victors manuscript mee naar huis en begint het over te schrijven in zijn schrift. Victor is veroordeeld en is opgehangen. Victor heeft zijn goudstukken en juwelen nagelaten aan Lucas.
Mathias zegt dat het nergens goed voor is intelligent te zijn, je kunt beter mooi en blond zijn. Hij zegt dat alleen Yasmine van hem gehouden heeft, maar dat ze nu dood is. Als Lucas thuiskomt, ziet hij dat Mathias zelfmoord heeft gepleegd en dat zijn schrift leeg is gescheurd. Peter en Lucas begraven Mathias, die 7 jaar en 4 maanden is geworden.

### Claus' verhaal
Claus komt terug in zijn geboorteplaats en gaat te voet naar het centrum. Claus praat met Peter N., die denkt dat Claus Lucas is omdat hij nooit heeft geloofd dat Claus bestaat. Claus toont Peter zijn paspoort als bewijs van zijn identiteit, maar Peter vindt dat dit niets bewijst. Peter geeft Claus de vijf schriften van Lucas. Deze zijn voor Claus het bewijs van het bestaan van Lucas. Lucas heeft de schriften steeds gecorrigeerd en heeft alles verwijderd wat niet onmisbaar was: hij heeft de essentie bewaard voor Claus. Lucas heeft het huis en de boekwinkel nagelaten aan Peter tot Lucas of Claus terugkeert.

### Proces-verbaal
Volgens een proces-verbaal van de politie wordt Claus aangehouden omdat hij geen geldige papieren en geen geld meer had. Claus was mevrouw B. nog twee maanden huur schuldig. Het gemeentelijk gezag van de stad K. doet aan de ambassade van D. een verzoek tot repatriëring van Claus T., 50 jaar, die ingesloten was in de gevangenis. Volgens de politie heeft geen van de door Claus in de schriften beschreven personen ooit bestaan, behalve mogelijk grootmoeder.